# تركيبة صيدلانية
الشكل الصيدلاني أو التركيبة الصيدلانية أو الصيغة الصيدلانية في علم الصيدلانيات (علم الاشكال الدوائية) تعرف على أنها العملية التي ترتبط فيها المواد الكيميائية المختلفة مع المادة العلاجية الفعالة لإنتاج شكل وتركيبة المنتج الطبي النهائي.

## الجدول الزمني والمراحل
تتضمن دراسة الصيغة الدوائية تحضير دواء يحتوي على خاصيتين: وهما الثبات في الأوساط والظروف المختلفة، وأن يكون متقبل عند المريض.الأدوية التي تؤخذ عن طريق الفم عادة تتضمن الشكلين الصيدلانيين: الأقراص والكبسولات. ومن المهم الإشارة إلى أن القرص الدوائي يحتوي على مواد أخرى غير المادة الفعالة العلاجية في الدواء لأغراض تخدم المادة العلاجية والمريض ويجب على ذلك التاكد من ان هذه المواد متناسبة فيزيائيا وكيميائيا مع الدواء ولا تتعارض معه.
قبل البدء في تحضير الدواء يلزم إجراء دراسة «ما قبل التحضير» وتشمل الخصائص الفيزيائية والكيميائية والميكانيكية للمادة الفعالة لرؤية أي المكونات الأخرى أكثر مناسبة لتحضير الخلطة الدوائية وبالنسبة للصيغ التي تشتمل على بروتينات في صيغتها فإنه يتوجب علينا ان نفهم كيف يتصرف هذا البروتين في ظروف خاصة مثل الذوبان والتجمد ودرجة الحرارة والتحريك وغيرها من الظروف وذلك لنتعرف على طرق تدهور هذا البروتين وبالتالي التقليل من حدة تدهوره بتفادي تعرضه لمثل ما يضر به من هذه الظروف.
ويؤخذ بالاعتبار في الدراسات لتحديد صيغة الدواء حجم الجزيئات في هذا الدواء والحجم المتعدد المتحول لهذه الجزيئات تحت بعض الظروف وكذلك الذوبانية والأس الهيدروجيني وكل هذه الأمور تؤثر في النهاية على فعالية الدواء والتوافر البيولوجي له أي كمية هذا الدواء الواصلة للعضو المطلوب ويجب التأكد من أن المواد غير الفعالة أو الفرعية المضافة للدواء متساوية في كل قرص ومتوزعة بطريقة متساوية وكذلك يجب أن يكون للجرعة مظهر موحد وطعم متقبل وصلابة معينة ومناسبة للقرص والكبسولة وان يكون تفككها يبدأ في البيئة والوقت المناسب والمطلوب.
إن من غير المرجح أن تكون الصيغة النهائية للدواء قد جهزت قبل البدء بالتجارب السريرية ولذلك يتم البدء في تلك التجارب بصيغة بدائية من الدواء وهي عادة تكون كبسولات تحتوي على كمية قليلة من الدواء مخففة في مادة أخرى غير علاجية (غير فعالة) سكر معين على سبيل المثال. دراسات لمدى ثبات هذه الصيغة على المدى البعيد غير مطلوبة في هذه الفترة لأن تحضيرها واستخدامها يكون في فترة قصيرة لا تتجاوز بضع أيام عادة. ونقطة يجب أخذها بعين الاعتبار هي حمل الدواء ويقصد به النسبة بين المادة الفعالة إلى إجمالي الدواء في الجرعة والكمية الفعلية من المادة المتفاعلة قد تسبب مشكلة في آلية توزيعها بشكل متساو في كل جرعة وبالوجه الآخر الكمية الكبيرة من الدواء ممكن أن تخلق مشكلة في تدفق هذا الدواء وانسيابيته وأن يلزمنا كبسولات كبيرة إذا كان المركب يحتوي على نسبة كثافة منخفضة ومع الانتقال إلى الطور الثالث من التجارب الإكلنيكية يجب أن تكون التركيبة تطورت بحيث تكون مماثلة تماما لتلك التركيبة النهائية التي ستخرج في الأسواق وفي هذه المرحلة تعتبر معرفة مدى ثبات المركب النهائي مهمة جدا ويجب التأكد من أن المركب ثابت تحت الظروف المتغيرة.إذا أثبت الدواء عدم ثباته فإنه بالتأكيد ستفشل التجارب الإكلنيكية لأنه يصبح من غير الممكن معرفة كمية الدواء التي دخلت الجسم في الحقيقة وكم وصل منها للمكان المطلوب وأمثلة على الدراسات التي تلزم في فحص الثبات ثبات الدواء في الحرارة والرطوبة والأكسدة والتحلل الضوئي والأشعة فوق البنفسجية أو المرئية وتشمل أيضا رؤية إذا ما كان منتج تفكك هذا الدواء فعال أوأن له تاثيرات عكسية أو سمية على جسم الإنسان.
وكذلك من المهم التاكد إذا كان هناك بين الأوعية المستخدمة في التحضير وتركيبة الدواء أي تفاعلات غير مرغوب فيها.إذا كان الوعاء من المواد البلاستيكية فإنه يلزم أن تجرى فحوصات للتاكد من عدم حدوث امتصاص للمواد من قبل الوعاء أو أن المواد المستخدمة مثل مواد التشحيم والأصباغ والمثبتات قد أدت إلى تسرب من جدران الوعاء إلى المركب وكذلك اللواصق الموضوعة على الوعاء النهائي يجب أن تثبت سلامتها على المركب.

## الصيغ التي تدخل عن طريق الفم

### الإدخال عن طريق الفم يكون عادة على شكل أقراص أو كبسولات
الدواء (المادة الفعالة) نفسها يجب أن تكون قابلة للذوبان في المحلول النهائي بمعدل معين ويؤثر على ذلك عوامل مثل حجم الجزيء وتشكل الكريستال والتي يكون لها تأثير كبير على تحلل المادة أو الدواء. سرعة تحلل الدواء ليست هي الوضع المثالي دائما مثلا بطء تحلل الدواء قد يؤدي إلى تفعيل وصوله للدم وللعضو المطلوب على فترة طويلة وكذلك تجنب ارتفاع المنسوب الدوائي في البلازما عند الجرعة الأولى. إجراء معالجة وتعديلات على الجزيئات مثل البلورة الكروية للجزيء ممكن أن يكون له بعض الفوائد على صيغة الدواء وتحضيره.

### الأقراص
هي عبارة عن تركيب مضغوط يحتوي على:-
- 5-10% من المادة الفعالة.
- 80% من الحشو (مواد أخرى لتسهيل التفكك والتكسر ومواد تشحيم و.... الخ).
- 10% من المركبات التي تضمن تفكك وتحطم وذوبان للقرص في داخل المعدة والأمعاء.

وقت التحكم والتفكك ممكن ان نتحكم فيه لينتج افراز على مدة طويلة للدواء
بعض الطلاء قد يستخدم للصق بحيث يجعله لا يتفكك في وسط المعدة الحمضي وبالتالي يتفكك في الأمعاء والإثني عشر نتيجة للبيئة القلوية الملائمة أو بعض الإنزيمات الفعالة هناك.
ممكن طلاء حبوب منع الحمل بالسكرأو الشمع لإخفاء الطعم غير المناسب.
بعض الأقراص تصمم بالخاصية الأسموزية النشطة وتحاط بغشاء شبه منفذ ويسمح للدواء أن يرشح من داخل القرص بمعدل معين كلما انتقل القرص خلال القناة الهضمية.

### الكبسولة
هي عبارة عن غشاء جلاتيني يحيط بالدواء (المادة الفعالة) وممكن أن تصمم الكبسولة بحيث تبقى متماسكة لفترة معينة بعد البلع وذلك لتأخير عملية الامتصاص. وممكن أن تضاف مواد سريعة التحلل إلى أخرى بطيئة التحلل للحصول على تفكك سريع وبالتالي يتاثير سريع ومباشر وآخر بطيء وبالتالي زيادة مدة تاثير الدواء على الجسم.

## أشكال الأدوية الموضعية
- كريم (مستحلب): يتكون من مادة مائية وأخرى زيتية بنسب متساوية تقريبا وهذا النوع يستطيع اختراق الطبقة القرنية الخارجية من الجلد.
- المراهم: تتكون من 80% زيت و20% ماء وتعتبر حاجز فعال ضد فقدان الرطوبة.
- هلام (الجل): يسيل عندما يلامس الجلد.
- معجون: يجمع ثلاثة مواد هي الزيت والماء ومسحوق (بودرة) وفيه تعلق البودرة أو المسحوق في المستحلب (الزيت والماء)
- المسحوق (البودرة): مادة مقسمة تقسيم ناعم تستخدم كمطهر وغيرها..